# Alpen Cup w biegach narciarskich 2010/2011
Alpen Cup w biegach narciarskich 2011/2012 – kolejna edycja tego cyklu zawodów, zaliczana do Pucharu Kontynentalnego.

## Kobiety

### Kalendarz i wyniki
| Lp. | Data            | Miejscowość              | Dystans                            | 1. miejsce             | 2. miejsce            | 3. miejsce           |
| --- | --------------- | ------------------------ | ---------------------------------- | ---------------------- | --------------------- | -------------------- |
| 1.  | 11 grudnia 2010 | Alta Badia/ San Ciascian | 10 km s. klasycznym                | Barbara Jezeršek       | Sabina Valbusa        | Élodie Bourgeois-Pin |
| 2.  | 12 grudnia 2010 | Alta Badia/ San Ciascian | 10 km s. dowolnym                  | Barbara Jezeršek       | Élodie Bourgeois-Pin  | Sabina Valbusa       |
| 3.  | 17 grudnia 2010 | St. Ulrich               | Sprint s. dowolnym                 | Laurien Van Der Graaff | Kateřina Smutná       | Gaia Vuerich         |
| 4.  | 18 grudnia 2010 | St. Ulrich               | 5 km s. dowolnym                   | Alena Sannikawa        | Barbara Jezeršek      | Alenka Čebašek       |
| 5.  | 19 grudnia 2010 | St. Ulrich               | 10 km s. klasycznym (start masowy) | Kateřina Smutná        | Olga Roczewa          | Alena Sannikawa      |
| 6.  | 7 stycznia 2011 | Oberwiesenthal           | Sprint s. klasycznym               | Doris Trachsel         | Manon Locatelli       | Caroline Weibel      |
| 7.  | 8 stycznia 2011 | Oberwiesenthal           | 15 km (bieg pościgowy)             | Monique Siegel         | Laura Orgué           | Aurélie Dabudyk      |
| 8.  | 9 stycznia 2011 | Oberwiesenthal           | 10 km s. dowolnym                  | Silvana Bucher         | Marina Piller         | Mirjam Cossettini    |
| 9.  | 12 lutego 2011  | Forni di Sopra           | Sprint s. dowolnym                 | Nicole Fessel          | Manon Locatelli       | Alenka Čebašek       |
| 10. | 13 lutego 2011  | Forni di Sopra           | 10 km s. klasycznym                | Nicole Fessel          | Sandra Ringwald       | Stephanie Santer     |
| 11. | 18 lutego 2011  | Campra                   | 2,5 km s. dowolnym                 | Karin Camenisch        | Stephanie Santer      | Marina Piller        |
| 12. | 19 lutego 2011  | Campra                   | 5 km s. dowolnym                   | Coraline Thomas Hugue  | Monique Siegel        | Stephanie Santer     |
| 13. | 20 lutego 2011  | Campra                   | 10 km s. klasycznym                | Élodie Bourgeois-Pin   | Aurélie Dabudyk       | Monique Siegel       |
| 14. | 5 marca 2011    | Rogla                    | 5 km s. klasycznym                 | Élodie Bourgeois-Pin   | Alenka Čebašek        | Anamarija Lampič     |
| 15. | 6 marca 2011    | Rogla                    | 15 km s. dowolnym (start masowy)   | Anouk Faivre-Picon     | Coraline Thomas Hugue | Monique Siegel       |
| 16. | 11 marca 2011   | Ramsau am Dachstein      | Sprint s. dowolnym                 | Sandra Ringwald        | Coraline Thomas Hugue | Manon Locatelli      |
| 17. | 12 marca 2011   | Ramsau am Dachstein      | 5 km s. dowolnym                   | Coraline Thomas Hugue  | Sara Pellegrini       | Alenka Čebašek       |
| 18. | 13 marca 2011   | Ramsau am Dachstein      | 10 km s. klasycznym                | Swietłana Boczkariowa  | Aurélie Dabudyk       | Sandra Ringwald      |

### Klasyfikacja
| Lp. | Zawodnik              | Punkty |
| --- | --------------------- | ------ |
| 1.  | Monique Siegel        | 933    |
| 2.  | Élodie Bourgeois-Pin  | 876    |
| 3.  | Coraline Thomas Hugue | 872    |
| 4.  | Aurélie Dabudyk       | 724    |
| 5.  | Alenka Čebašek        | 591    |
| 6.  | Sandra Ringwald       | 587    |
| 7.  | Barbara Jezeršek      | 572    |
| 8.  | Ilaria Debertolis     | 531    |
| 9.  | Stephanie Santer      | 510    |
| 10. | Marina Piller         | 496    |

## Mężczyźni

### Kalendarz i wyniki
| Lp. | Data            | Miejscowość              | Dystans                            | 1. miejsce           | 2. miejsce             | 3. miejsce             |
| --- | --------------- | ------------------------ | ---------------------------------- | -------------------- | ---------------------- | ---------------------- |
| 1.  | 11 grudnia 2010 | Alta Badia/ San Ciascian | 15 km s. klasycznym                | Ilja Czernousow      | Paul Constantin Pepene | Lucas Bögl             |
| 2.  | 12 grudnia 2010 | Alta Badia/ San Ciascian | 15 km s. dowolnym                  | Sebastian Eisenlauer | Fabio Santus           | Andy Kühne             |
| 3.  | 17 grudnia 2010 | St. Ulrich               | Sprint s. dowolnym                 | Aleksiej Pietuchow   | Nikołaj Moriłow        | Nikita Kriukow         |
| 4.  | 18 grudnia 2010 | St. Ulrich               | 10 km s. dowolnym                  | Andreas Katz         | Aleksiej Pietuchow     | Hannes Dotzler         |
| 5.  | 19 grudnia 2010 | St. Ulrich               | 15 km s. klasycznym (start masowy) | Loris Frasnelli      | Hannes Dotzler         | Andy Kühne             |
| 6.  | 7 stycznia 2011 | Oberwiesenthal           | Sprint s. klasycznym               | Oliver Wünsch        | Emmanuel Jonnier       | Andy Kühne             |
| 7.  | 8 stycznia 2011 | Oberwiesenthal           | 20 km (bieg pościgowy)             | Emmanuel Jonnier     | Andy Kühne             | Valentin Mättig        |
| 8.  | 9 stycznia 2011 | Oberwiesenthal           | 15 km s. dowolnym                  | Emmanuel Jonnier     | Paul Constantin Pepene | Andy Kühne             |
| 9.  | 12 lutego 2011  | Forni di Sopra           | Sprint s. dowolnym                 | Roddy Darragon       | Cristian Zorzi         | Mauro Gruber           |
| 10. | 13 lutego 2011  | Forni di Sopra           | 15 km s. klasycznym                | Jens Filbrich        | Tim Tscharnke          | Giovanni Gullo         |
| 11. | 18 lutego 2011  | Campra                   | 3,3 km s. dowolnym                 | Andreas Katz         | Lucas Bögl             | Remo Fischer           |
| 12. | 19 lutego 2011  | Campra                   | 10 km s. dowolnym                  | Remo Fischer         | Andy Kühne             | Lucas Bögl             |
| 13. | 20 lutego 2011  | Campra                   | 15 km s. klasycznym                | Emmanuel Jonnier     | Luca Orlandi           | Ivan Perrillat Boiteux |
| 14. | 5 marca 2011    | Rogla                    | 10 km s. klasycznym                | Luca Orlandi         | Ivan Perrillat Boiteux | Mathias Wibault        |
| 15. | 6 marca 2011    | Rogla                    | 30 km s. dowolnym (start masowy)   | Thomas Bing          | Mathias Wibault        | Valentin Mättig        |
| 16. | 11 marca 2011   | Ramsau am Dachstein      | Sprint s. dowolnym                 | Dušan Kožíšek        | Andrea Zattoni         | Bernhard Tritscher     |
| 17. | 12 marca 2011   | Ramsau am Dachstein      | 10 km s. dowolnym                  | Dušan Kožíšek        | Paul Goalabre          | Philipp Marschall      |
| 18. | 13 marca 2011   | Ramsau am Dachstein      | 15 km s. klasycznym                | Philipp Marschall    | Thomas Bing            | Fabrizio Clementi      |

### Klasyfikacja
| Lp. | Zawodnik               | Punkty |
| --- | ---------------------- | ------ |
| 1.  | Andy Kühne             | 885    |
| 2.  | Thomas Bing            | 851    |
| 3.  | Luca Orlandi           | 584    |
| 4.  | Lucas Bögl             | 536    |
| 5.  | Ivan Perrillat Boiteux | 502    |
| 6.  | Fabrizio Clementi      | 453    |
| 7.  | Mathias Wibault        | 429    |
| 8.  | Philipp Marschall      | 427    |
| 9.  | Emmanuel Jonnier       | 417    |
| 10. | Andreas Katz           | 399    |